# Billy-Berclau
Pour les articles homonymes, voir Billy.
Billy-Berclau [bili bɛʁklo] est une commune française située dans le département du Pas-de-Calais en région Hauts-de-France. Ses habitants sont appelés les Billy-Berclausiens. La commune est membre de la communauté d'agglomération de Béthune-Bruay, Artois-Lys Romane.
La commune de Billy-Berclau (nom officiel depuis 1801), située dans l'est du département du Pas-de-Calais, à 19 km, à vol d'oiseau, à l'est de la commune de Béthune, est une commune du bassin minier du Nord-Pas-de-Calais. C'est une commune de type ceinture urbaine, appartenant à l'unité urbaine de Béthune, avec une population de 5 076 habitants au dernier recensement de 2022.
L'histoire de la commune est liée à l'exploitation du charbon de 1904 à 1937 avec la fosse no 5 des mines de Meurchin. Depuis 2012, la valeur universelle et historique du bassin minier du Nord-Pas-de-Calais est reconnue et inscrite sur la liste du patrimoine mondial de l’UNESCO, parmi les 353 sites du bassin minier inscrits au patrimoine mondial de l’UNESCO, un site se trouve dans la commune.
À la suite de la Première Guerre mondiale, la commune est décorée de la croix de guerre 1914-1918.

## Géographie

### Localisation
Localisée dans l'est du département du Pas-de-Calais, dans les Flandres artésiennes, Billy-Berclau, limitrophe du département du Nord, se situe, par la route, à 13 km au nord de Lens, à 19 km à l'est de Béthune (chef-lieu d'arrondissement) et à 26 km de Lille (aire d'attraction),,.
Le territoire de la commune est limitrophe de ceux de huit communes dont cinq, Bauvin, Hantay, Marquillies, Sainghin-en-Weppes et Salomé, dans le département du Nord. Les communes de Bauvin, Billy-Berclau, Meurchin et Wingles sont réunies par un quadripoint.
Les communes limitrophes sont Marquillies, Wingles, Bauvin, Hantay, Sainghin-en-Weppes, Salomé, Douvrin et Meurchin.

### Géologie et relief
La superficie de la commune est de 7,41 km2 ; son altitude varie de 17  à   27 mètres.

### Hydrographie
La commune, située dans le bassin Artois-Picardie, est, selon le Service d'administration nationale des données et référentiels sur l'eau (Sandre), drainée par onze cours d'eau :
- le canal d'Aire à La Bassée, d'une longueur de 39,29 km, qui prend sa source dans la commune de Bauvin et se jette dans le canal de Neufossé au niveau de la commune d'Aire-sur-la-Lys[6],[7] ;
- le Flot de Wingles Aval, d'une longueur de 7,83 km, qui prend sa source dans la commune et se jette dans l'ancien canal de la Deûle au niveau de la commune de Don[8] ;
- le flot de Wingles amont, d'une longueur de 6,75 km, qui prend sa source dans la commune de Hulluch et se jette dans le canal de la Deûle au niveau de la commune de Meurchin[9] ;
- la Rigole Royale, d'une longueur de 5,15 km, qui prend sa source dans la commune et se jette dans la Rigole du Nord au niveau de la commune de Sainghin-en-Weppes[10] ;
- le Courant Saint-Martin, d'une longueur de 4,92 km, qui prend sa source dans la commune de Salomé et se jette dans le flot de Wingles aval au niveau de la commune de Sainghin-en-Weppes[11] ;
- le Hantay, d'une longueur de 2,36 km, qui prend sa source dans la commune de Marquillies et se jette dans un cours d'eau au toponyme hydrographique inconnu au niveau de la commune[12] ;
- le Billy-Berclau, d'une longueur de 1,7 km, qui prend sa source dans la commune et se jette dans le Flot de Wingles Aval au niveau de la commune[13] ;
- le Fossé Est Zone Industrielle de Douvrin, d'une longueur de 1,37 km, qui prend sa source dans la commune et se jette dans le canal d'Aire à La Bassée au niveau de la commune de Douvrin[14] ;
- et trois cours d'eau aux toponymes hydrographiques inconnus[15],[16],[17].

Des étangs se trouvent à la limite sud de son territoire.

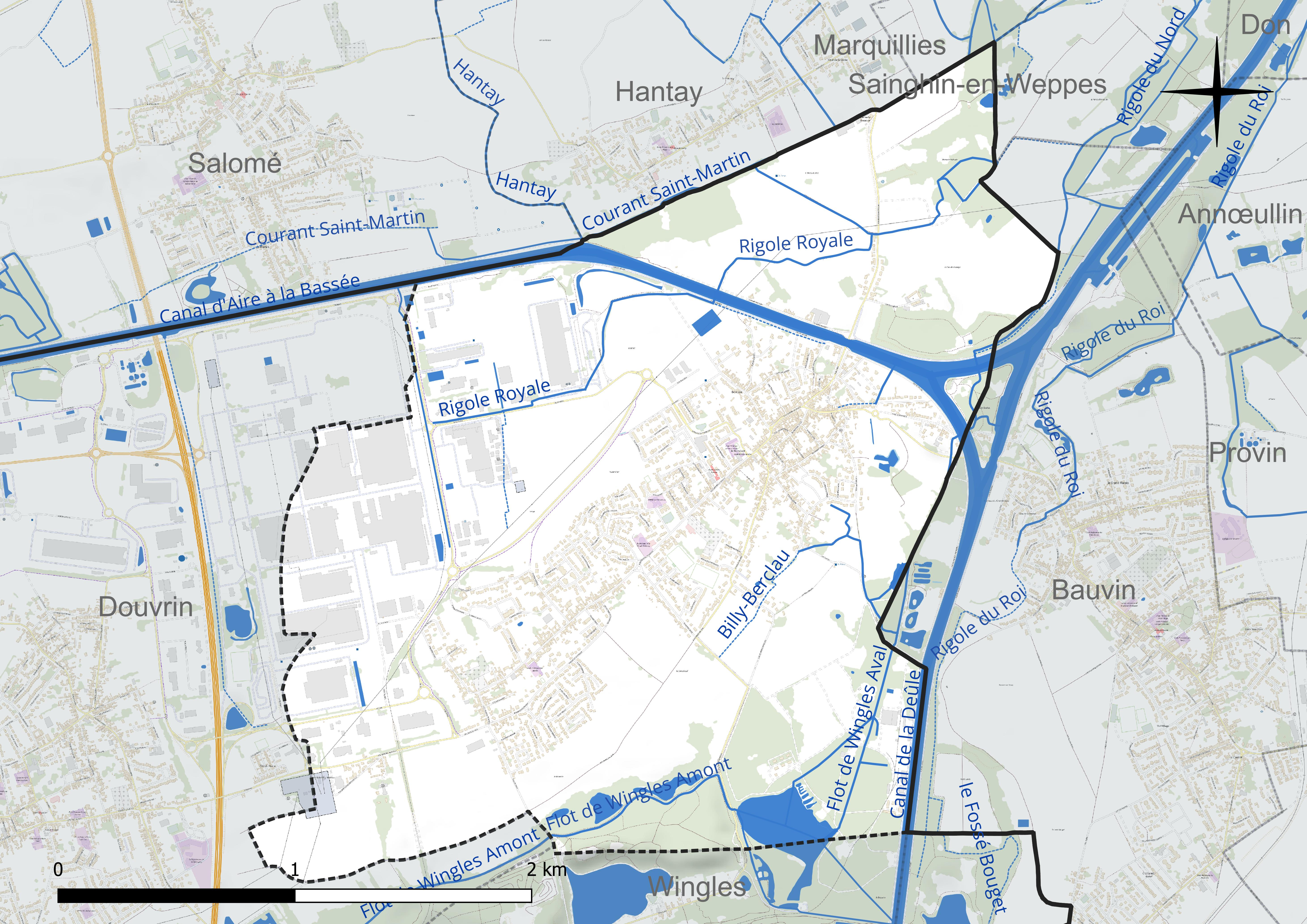
Réseau hydrographique de Billy-Berclau.

### Climat
Pour des articles plus généraux, voir Climat des Hauts-de-France et Climat du Nord-Pas-de-Calais.
En 2010, le climat de la commune est de type climat océanique dégradé des plaines du Centre et du Nord, selon une étude du Centre national de la recherche scientifique (CNRS) s'appuyant sur une série de données couvrant la période 1971-2000. En 2020, Météo-France publie une typologie des climats de la France métropolitaine dans laquelle la commune est exposée à un climat océanique et est dans la région climatique Nord-est du bassin Parisien, caractérisée par un ensoleillement médiocre, une pluviométrie moyenne régulièrement répartie au cours de l’année et un hiver froid (3 °C).
Pour la période 1971-2000, la température annuelle moyenne est de 10,6 °C, avec une amplitude thermique annuelle de 14,2 °C. Le cumul annuel moyen de précipitations est de 700 mm, avec 11,8 jours de précipitations en janvier et 8,8 jours en juillet. Pour la période 1991-2020, la température moyenne annuelle observée sur la station météorologique la plus proche, située sur la commune de Lesquin à 19 km à vol d'oiseau, est de 11,3 °C et le cumul annuel moyen de précipitations est de 740,0 mm,. Pour l'avenir, les paramètres climatiques de la commune estimés pour 2050 selon différents scénarios d'émission de gaz à effet de serre sont consultables sur un site dédié publié par Météo-France en novembre 2022.

### Milieux naturels et biodiversité
Près du canal, le Site Chico-Mendes, ancienne friche et terrain de dépôt de voies navigables de France (VNF) réhabilitée à partir de 1990 par la commune, les enfants de la commune et l'Association Nord-nature Chico-Mendes, l'association Sauvegarde et Protection des Oiseaux a été aménagée pour jouer le rôle d'une petite réserve naturelle (sans être classée comme telle) sur 10,5 ha. Ce site s'inscrit maintenant dans la trame verte locale et régionale. Au fur et à mesure des années, et notamment à la suite de la création d'une mare il est d'abord occupé par une nature ordinaire, puis s'est progressivement enrichi d'espèces moins courantes et plus patrimoniales telles que (pour la flore) platanthère verdâtre, orchis bouc, orchis négligé ou ophrys abeille, listère à feuilles ovales. Le site peut être visité sur rendez-vous.

#### Zones naturelles d'intérêt écologique, faunistique et floristique
L’inventaire des zones naturelles d'intérêt écologique, faunistique et floristique (ZNIEFF) a pour objectif de réaliser une couverture des zones les plus intéressantes sur le plan écologique, essentiellement dans la perspective d’améliorer la connaissance du patrimoine naturel national et de fournir aux différents décideurs un outil d’aide à la prise en compte de l’environnement dans l’aménagement du territoire.
Le territoire communal comprend deux ZNIEFF de type 1 : 
- le terril et le marais de Wingles. Ce site se localise dans la dépression alluviale du Flot de Wingles, au nord de la ville de Lens, ancienne friche industrielle réaménagée en espace de loisirs, celui-ci est traversé par la RD 165 E et une voie ferrée[25] ;
- les étangs et marais d'Anneullin, du Tranaux et de la ferme Masure. Cette ZNIEFF est une petite relique du système alluvial fonctionnel de la Deûle, désormais canalisée. Elle présente donc un réel intérêt écologique en jouant le rôle important de corridor biologique encore fonctionnel avec divers habitats typiques, bien qu’eutrophisés[Note 3], ceci au sein d’un territoire fortement cultivé et industrialisé[26].

et une ZNIEFF de type 2 : la basse vallée de la Deûle entre Wingles et Emmerin. La basse vallée est très morcelée et présentes des végétations hygrophiles eutrophes mais présentant encore un grand intérêt écologique, notamment avifaunistique en raison du contexte géographique,.

Carte des ZNIEFF de type 1 et 2 sur la commune
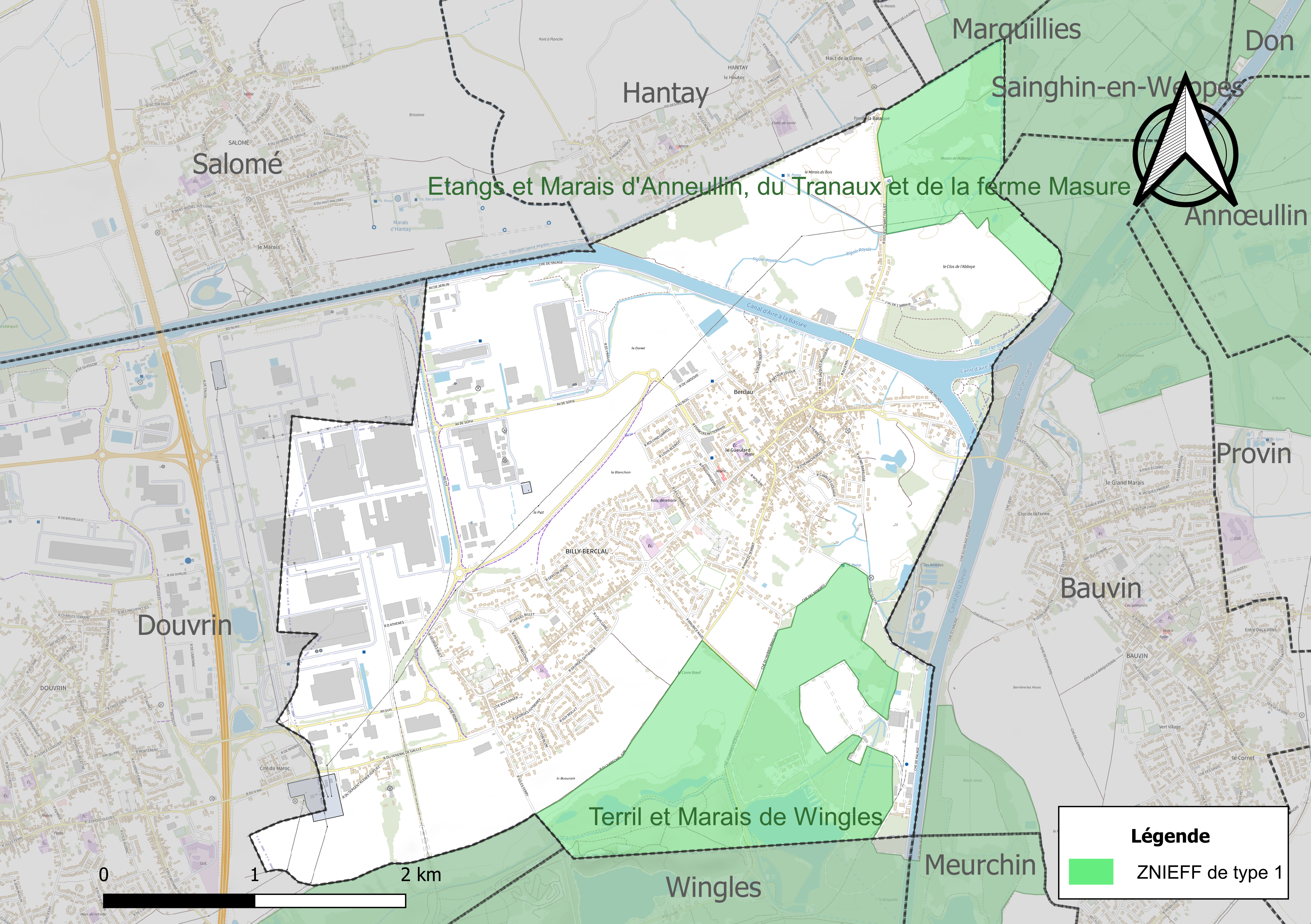
Carte des ZNIEFF de type 1 sur la commune.
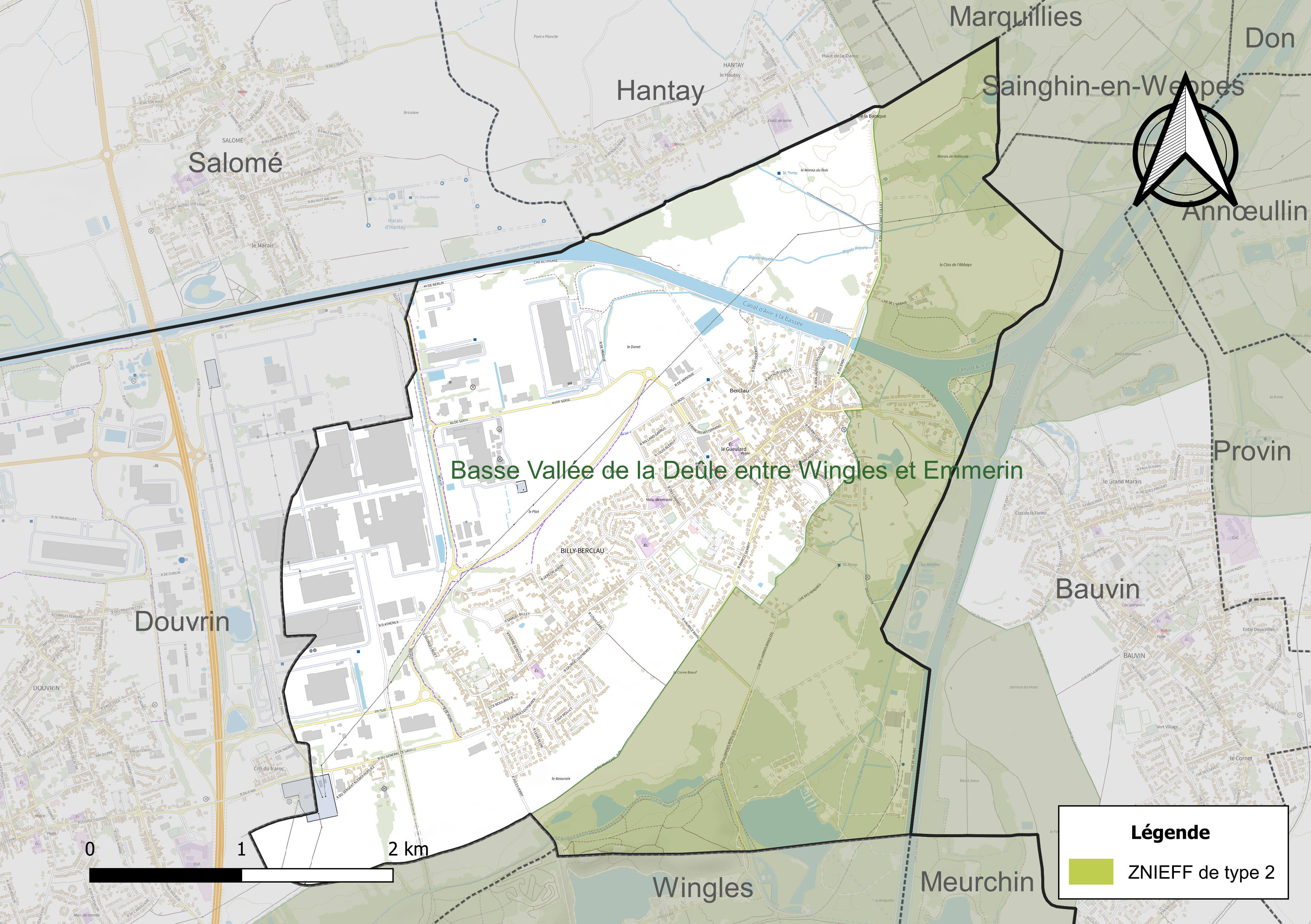
Carte de la ZNIEFF de type 2 sur la commune.

#### Espèces faunistiques et floristiques
L’Inventaire national du patrimoine naturel (INPN) recense plusieurs espèces faunistiques et floristiques sur le territoire de la commune dont certaines sont protégées et d’autres menacées et quasi-menacées.

## Urbanisme

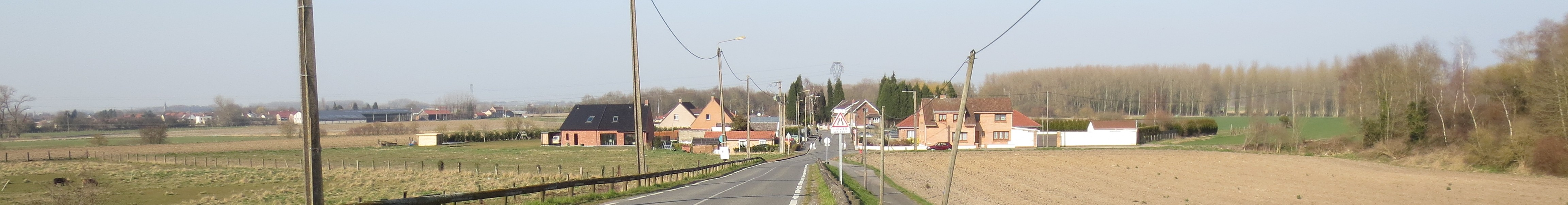
Une vue panoramique de la commune.

### Typologie
Au 1er janvier 2024, Billy-Berclau est catégorisée ceinture urbaine, selon la nouvelle grille communale de densité à sept niveaux définie par l'Insee en 2022.
Elle appartient à l'unité urbaine de Béthune, une agglomération inter-départementale regroupant 94  communes, dont elle est une commune de la banlieue,,. Par ailleurs la commune fait partie de l'aire d'attraction de Lille (partie française), dont elle est une commune de la couronne,. Cette aire, qui regroupe 201 communes, est catégorisée dans les aires de 700 000 habitants ou plus (hors Paris),.

### Occupation des sols
L'occupation des sols de la commune, telle qu'elle ressort de la base de données européenne d’occupation biophysique des sols Corine Land Cover (CLC), est marquée par l'importance des territoires agricoles (49,9 % en 2018), en diminution par rapport à 1990 (58,6 %). La répartition détaillée en 2018 est la suivante : 
terres arables (49,9 %), zones urbanisées (18,7 %), zones industrielles ou commerciales et réseaux de communication (15,9 %), forêts (14,2 %), eaux continentales (0,9 %), espaces verts artificialisés, non agricoles (0,4 %). L'évolution de l’occupation des sols de la commune et de ses infrastructures peut être observée sur les différentes représentations cartographiques du territoire : la carte de Cassini (XVIIIe siècle), la carte d'état-major (1820-1866) et les cartes ou photos aériennes de l'IGN pour la période actuelle (1950 à aujourd'hui).

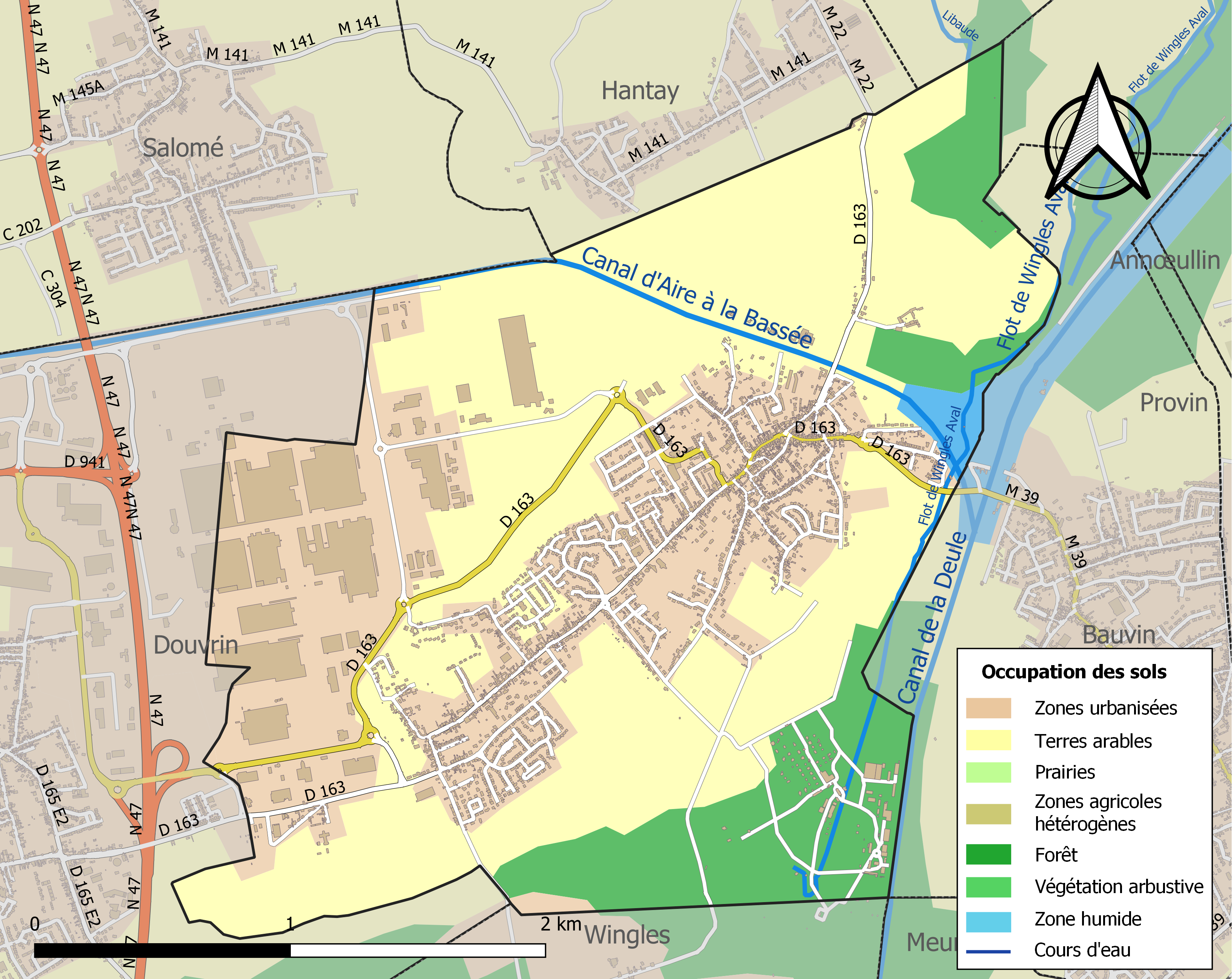
Carte des infrastructures et de l'occupation des sols de la commune en 2018 (CLC).

### Logement
En 2022, le nombre total de logements dans la commune était de 2 187, alors qu'il était de 1 915 en 2016 et de 1 838 en 2011
, soit une progression du nombre total de logements de 19,0 % depuis 2011.
Parmi ces 2 187 logements, 94,9 % étaient des résidences principales, (soit 2 076 logements), 0,6 % des résidences secondaires et 4,5 % des logements vacants. Ces logements étaient pour 93,4 % d'entre eux des maisons individuelles et pour 6,5 % des appartements.
Sur les 2 076 résidences principales, 74,3 % sont occupées par des propriétaires, 24,6 % par des locataires et 1,2 % par des personnes logées gratuitement.
Le tableau ci-dessous présente la typologie des logements à Billy-Berclau en 2022 en comparaison avec celle du Pas-de-Calais et de la France entière. Une caractéristique marquante du parc de logements est ainsi la faible proportion des résidences secondaires et logements occasionnels (0,6 %) par rapport au département (6,6 %) et à la France entière (9,7 %) ainsi que d'une proportion de logements vacants (4,5 %) inférieure à celle du département (7,2 %) et de la France entière (8 %).
| Typologie                                               | Billy-Berclau | Pas-de-Calais | France entière |
| ------------------------------------------------------- | ------------- | ------------- | -------------- |
| Résidences principales (en %)                           | 94,9          | 86,2          | 82,3           |
| Résidences secondaires et logements occasionnels (en %) | 0,6           | 6,6           | 9,7            |
| Logements vacants (en %)                                | 4,5           | 7,2           | 8              |

### Voies de communication et transports

#### Voies de communication
La commune est desservie par la route départementale D 163 et proche de la N 47 qui relie Lens et Illies.

#### Transports
La commune se trouve à 7 km de la gare de La Bassée - Violaines, située sur la ligne de Fives à Abbeville desservie par des trains régionaux du réseau TER Hauts-de-France et à 13 km de la gare de Lens, située sur la ligne d'Arras à Dunkerque-Locale desservie par des TGV inOui et par des trains régionaux du réseau TER Hauts-de-France.

## Toponymie

### Billy-Berclau
Le nom de la localité est attesté sous les formes Biliacum en 1024 ; Billy en 1098 ; Billi en 1152 ; Builli en Békelau en 1287 ; Billy-en-Berceau en 1338 ; Billy-Berclau-Artois en 1789 ; Billy-Berclos en 1790 ; Billy Berclau en 1793 et Billy-Berclau depuis 1801.
Billy-Berklo en flamand.

### Berclau
Le nom de la localité est attesté sous les formes Berclaus au XIe siècle ; Bereceol en 1129 ; Berclau en 1148 ; Berclati en 1152 ; Bercloensis Pagus au XIIe siècle ; Berclau en 1203 ; Bierclau en 1261.

## Histoire

### L'Ancien Régime (1024-1789)

#### Fondation
Le nom de Billy-Berclau apparaît pour la première fois vers 1024/1025 dans la chronique des évêques de Cambrai qui évoque la fondation d'une prévôté par un abbé de Saint-Vaast d'Arras nommé Leduin. Le territoire de la commune y est décrit en ces mots : 

« Il existe […] un village du nom de Berclau appartenant aux possessions de Saint-Vaast, situé dans les marais, idéal pour l’élevage en raison d’un pâturage suffisant et également tout à fait convenable pour l’usage des moines. »

 La création d'un établissement monastique secondaire à Berclau permet d'encadrer l’assèchement des marais et la mise en valeur des terres possédées par l'abbaye. En envoyant quelques moines hors d'Arras, elle répond également à un problème de surpopulation de moines à Saint-Vaast.
La prévôté est dédiée au Saint-Sauveur.

#### L'Affaire du crâne de Saint-Jacques
Au XIIe siècle, Billy-Berclau est le théâtre d'un conflit entre l'abbé Martin de Saint-Vaast, la communauté du village et le comte Philippe Ier de Flandre. L'objet de la discorde est la présence d'une relique prestigieuse à la prévôté : le crâne de saint Jacques. Celle-ci aurait été cédée par Leduin à l'insu du reste de la communauté arrageoise de l'abbaye Saint-Vaast qui laisse pourtant la relique à la prévôté durant 140 ans.
La présence de la relique de l'apôtre a dû toutefois jouer un rôle dans le développement de Billy-Berclau en attirant des pèlerins puisqu'en 1166, l'abbé Martin, sans doute conscient des bénéfices que pourrait en tirer l'abbaye de Saint-Vaast, décide de reprendre la relique à la prévôté. Il se rend en personne à Billy-Berclau, mais les moines déclarent ignorer l'endroit où se trouve la relique. L'un d'eux est alors surpris en train de tenter de dissimuler le crâne. L'abbé doit également faire face à une foule en colère qui s'oppose à la confiscation de la relique. Afin de rétablir l'ordre, l'abbé Martin fait appel au comte de Flandre qui intervient avec ses gens d'arme mais en profite pour faire main basse sur la relique tant convoitée.
À la suite des événements de 1166, un long procès oppose l'abbaye de Saint-Vaast et le comte de Flandre autour de la propriété du crâne. Il s'achève en 1173 lorsque le comte de Flandres renonce à la relique. Une version du récit affirme toutefois que ce dernier aurait tout de même conservé la partie inférieure du crâne.

### Première Guerre mondiale
La ville est ravagée totalement pendant la Première Guerre mondiale. Envahie par les troupes allemandes le 10 octobre 1914, les quatre-cinquièmes de la population civile, déplacée, trouve refuge à Henrichemont (Cher)[réf. nécessaire].
La partie ouest du village est considérée comme détruite à la fin de la guerre. 
La commune a  été décorée de la croix de guerre 1914-1918, le 1er mars 1921, distinction également attribuée à 276 autres communes du Pas-de-Calais,.

### Exploitation charbonnière
Billy-Berclau fait partie du bassin minier du Nord-Pas-de-Calais. Jusqu'en 1937, la Compagnie des mines de Meurchin, (rachetée en 1920 par la Compagnie des mines de Lens) exploite la fosse no 5 des mines de Meurchin. Le puits est remblayé en 1965 et le site est utilisé ensuite pour l'installation d'un entreprise de fabrication de plombs de chasse. Les corons de la fosse no 5 sont situés à l'entrée ouest de Billy-Berclau, par Douvrin.

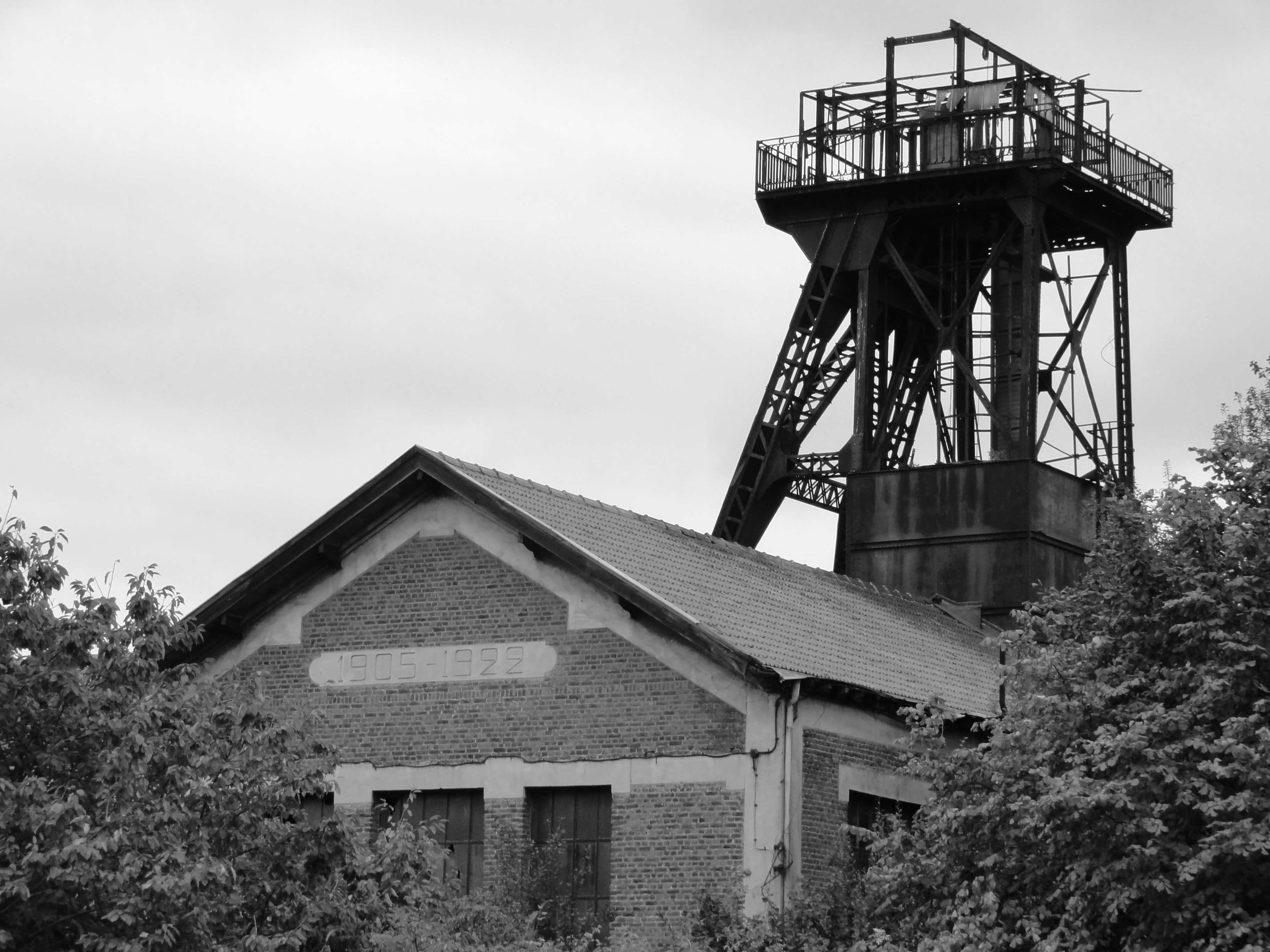
Le chevalet de la fosse no 5.

En 1969, sur les communes de Douvrin et de Billy-Berclau, est inaugurée l'usine Française de Mécanique, une entreprise, filiale de PSA et Renault, spécialisée dans la production en grande série de moteurs pour l’automobile.
Le 27 mars 2003, une explosion dans un atelier d'encartouchage de la dynamiterie de la société Nitrochimie fait quatre morts. Cet événement a d'autant plus marqué la commune qu'il est une des causes de la fermeture de l'usine peu après.

## Politique et administration

### Découpage territorial
La commune se trouve dans l'arrondissement de Béthune du département du Pas-de-Calais depuis 1801,.

#### Commune et intercommunalités
La commune faisait partie de la communauté d'agglomération de l'Artois, créée fin 2001 et qui réunissait, en 2016, 65 communes, près de 227 000 habitants, sur un territoire de quelque 410 km2.
Dans le cadre des dispositions de la loi portant nouvelle organisation territoriale de la République (Loi NOTRe) du 7 août 2015, qui prévoit que les établissements publics de coopération intercommunale (EPCI) à fiscalité propre doivent avoir un minimum de 15 000 habitants, celle-ci fusionne avec la communauté de communes Artois-Lys et la communauté de communes Artois-Flandres, formant, le 1er janvier 2017, la communauté d'agglomération de Béthune-Bruay, Artois-Lys Romane, dont Billy-Berclau est désormais membre. Cette communauté d'agglomération regroupe 100 communes et totalise 275 327 habitants en 2021.

#### Circonscriptions administratives
La commune faisait partie de 1801 à 1991 du canton de Cambrin, année où elle intègre le canton de Douvrin. Dans le cadre du redécoupage cantonal de 2014, ce canton, dont la commune est toujours membre, est modifié, passant de 5 à 14 communes.

#### Circonscriptions électorales
Pour l'élection des députés, la commune fait partie depuis 2012 de la douzième circonscription du Pas-de-Calais.

### Distinctions et labels
En 2011, la commune de Billy-Berclau a été récompensée par le label « Ville Internet @@@@ ».

### Jumelages
La commune est jumelée avec :
| Ville | Ville   | Pays | Pays      | Période     |
| ----- | ------- | ---- | --------- | ----------- |
|       | Weilrod |      | Allemagne | depuis 2001 |

## Équipements et services publics

### Espaces publics
À la limite de Billy-Berclau vers Bauvin, entre deux bras de la Deûle et le tronçon du canal Dunkerque-Escaut dit « canal de la Haute Deûle », se trouve l'île aux saules, un endroit de détente équipé d'aires de pique-nique et de sanitaires.

L'île aux Saules
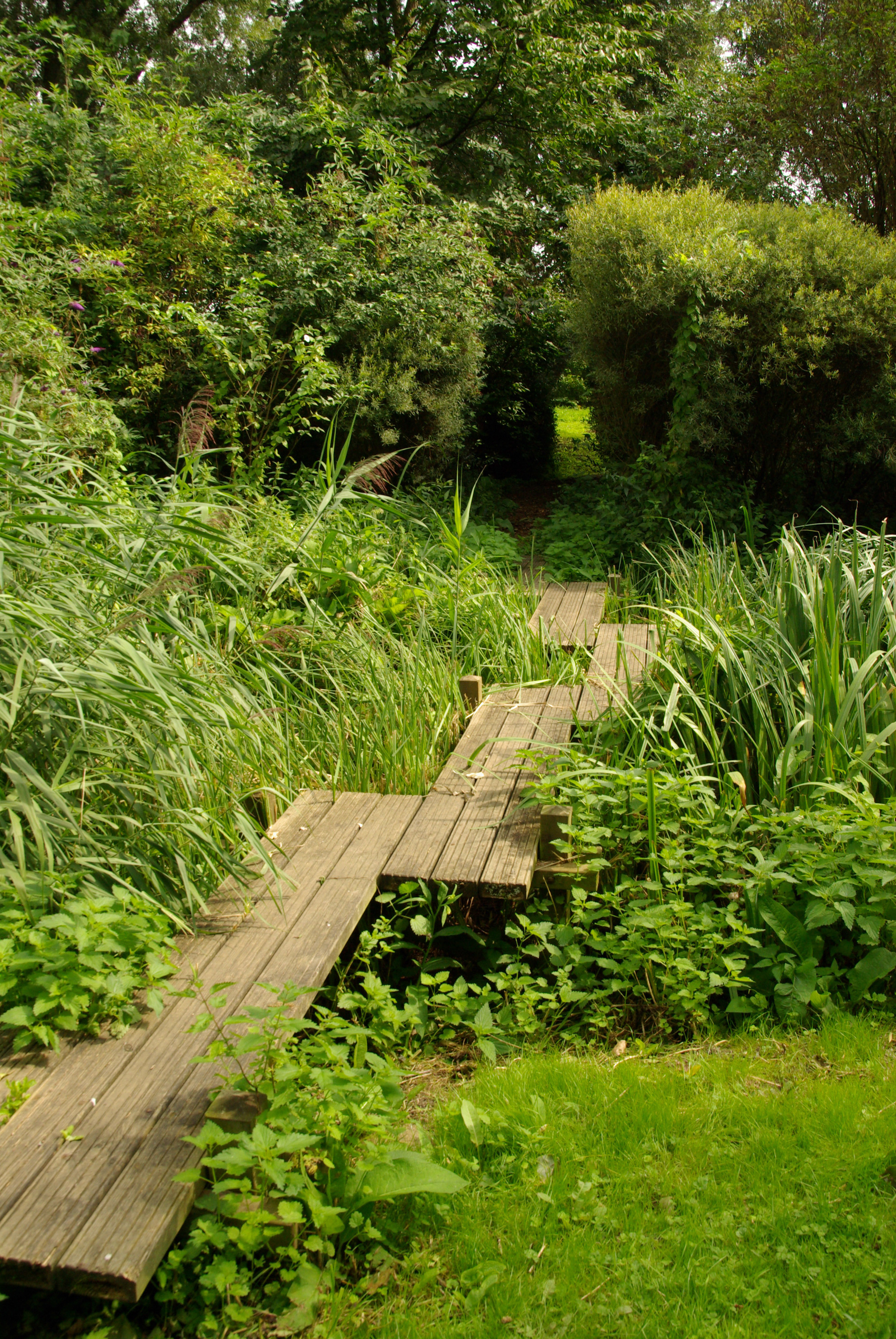
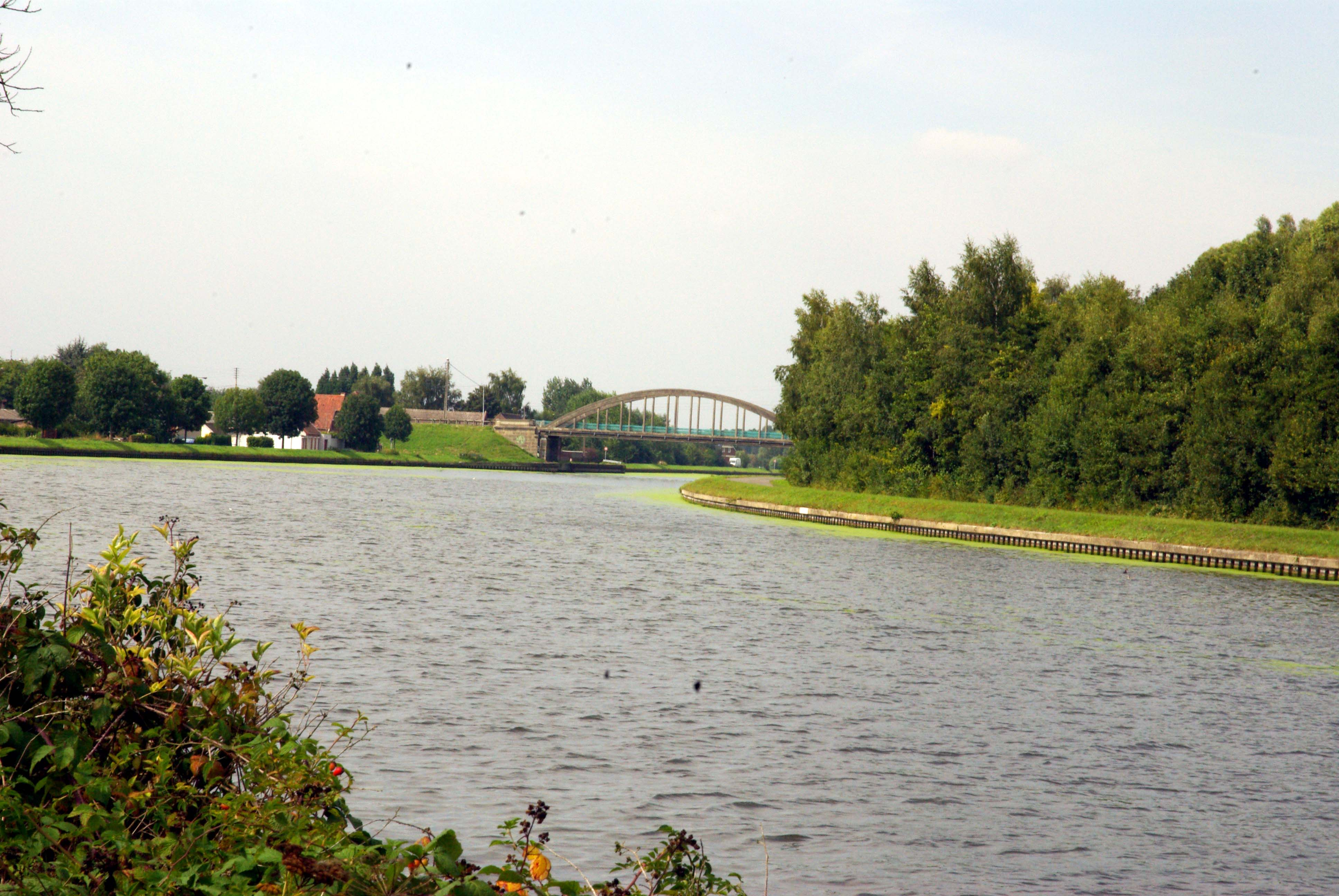
La Deûle.
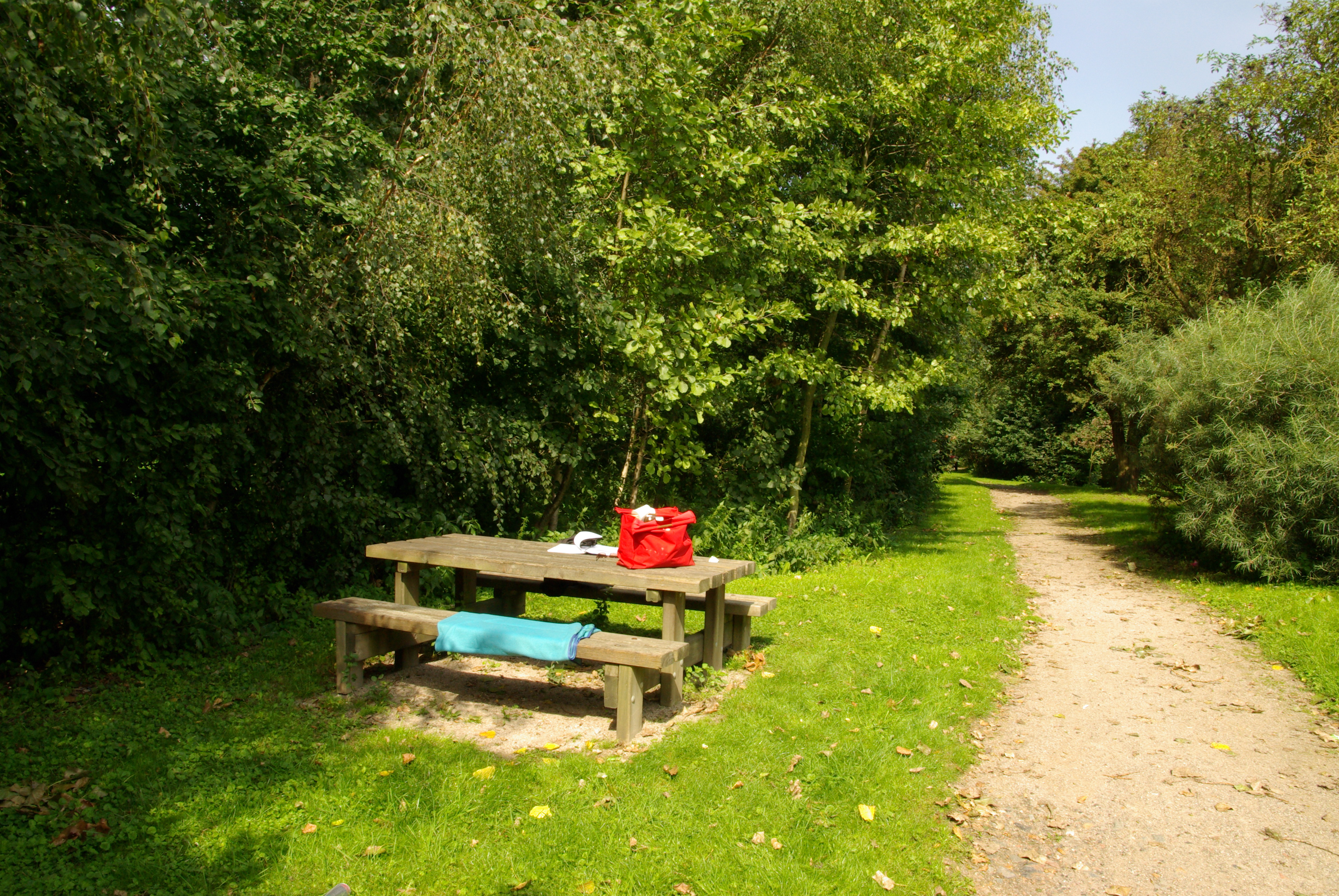
L'aire de pique-nique.

La commune est labellisée « 2 fleurs » au concours des villes et villages fleuris.

### Justice, sécurité, secours et défense
La commune dépend du tribunal judiciaire de Béthune, du conseil de prud'hommes de Béthune, de la cour d'appel de Douai, du tribunal de commerce d'Arras, du tribunal administratif de Lille, de la cour administrative d'appel de Douai et du tribunal pour enfants de Béthune.

## Population et société

### Démographie
Les habitants de la commune sont appelés les Billy-Berclausiens.

#### Évolution démographique
L'évolution du nombre d'habitants est connue à travers les recensements de la population effectués dans la commune depuis 1793. Pour les communes de moins de 10 000 habitants, une enquête de recensement portant sur toute la population est réalisée tous les cinq ans, les populations de référence des années intermédiaires étant quant à elles estimées par interpolation ou extrapolation. Pour la commune, le premier recensement exhaustif entrant dans le cadre du nouveau dispositif a été réalisé en 2007.

En 2022, la commune comptait 5 076 habitants, en évolution de +11,27 % par rapport à 2016 (Pas-de-Calais : −0,72 %, France hors Mayotte : +2,11 %).
| 1793  | 1800  | 1806  | 1821  | 1831  | 1836  | 1841  | 1846  | 1851  |
| ----- | ----- | ----- | ----- | ----- | ----- | ----- | ----- | ----- |
| 1 092 | 1 290 | 1 415 | 1 288 | 1 435 | 1 445 | 1 507 | 1 535 | 1 591 |

| 1856  | 1861  | 1866  | 1872  | 1876  | 1881  | 1886  | 1891  | 1896  |
| ----- | ----- | ----- | ----- | ----- | ----- | ----- | ----- | ----- |
| 1 544 | 1 594 | 1 636 | 1 685 | 1 756 | 1 820 | 1 840 | 1 920 | 2 003 |

| 1901  | 1906  | 1911  | 1921  | 1926  | 1931  | 1936  | 1946  | 1954  |
| ----- | ----- | ----- | ----- | ----- | ----- | ----- | ----- | ----- |
| 2 113 | 2 235 | 2 364 | 2 031 | 2 500 | 2 547 | 2 617 | 2 648 | 2 849 |

| 1962  | 1968  | 1975  | 1982  | 1990  | 1999  | 2006  | 2007  | 2012  |
| ----- | ----- | ----- | ----- | ----- | ----- | ----- | ----- | ----- |
| 2 963 | 2 979 | 3 164 | 3 579 | 4 149 | 4 259 | 4 277 | 4 280 | 4 478 |

| 2017  | 2022  | - | - | - | - | - | - | - |
| ----- | ----- | - | - | - | - | - | - | - |
| 4 624 | 5 076 | - | - | - | - | - | - | - |

#### Pyramide des âges
En 2022, le taux de personnes d'un âge inférieur à 30 ans s'élève à 36,9 %, soit au-dessus de la moyenne départementale (35,9 %). À l'inverse, le taux de personnes d'âge supérieur à 60 ans est de 23,4 % la même année, alors qu'il est de 25,8 % au niveau départemental.
En 2022, la commune comptait 2 492 hommes pour 2 584 femmes, soit un taux de 50,91 % de femmes, inférieur au taux départemental (51,59 %).
Les pyramides des âges de la commune et du département s'établissent comme suit :
| Hommes | Classe d’âge | Femmes |
| ------ | ------------ | ------ |
| 0,3    | 90 ou +      | 0,7    |
| 5,1    | 75-89 ans    | 7,0    |
| 15,8   | 60-74 ans    | 17,7   |
| 19,5   | 45-59 ans    | 18,6   |
| 20,8   | 30-44 ans    | 20,5   |
| 17,0   | 15-29 ans    | 17,5   |
| 21,4   | 0-14 ans     | 18,0   |

| Hommes | Classe d’âge | Femmes |
| ------ | ------------ | ------ |
| 0,5    | 90 ou +      | 1,6    |
| 5,6    | 75-89 ans    | 8,9    |
| 16,7   | 60-74 ans    | 18,1   |
| 20,2   | 45-59 ans    | 19,2   |
| 18,9   | 30-44 ans    | 18,1   |
| 18,2   | 15-29 ans    | 16,2   |
| 19,9   | 0-14 ans     | 17,9   |

## Économie

### Revenus de la population et fiscalité
En 2021, la commune compte 2 044 ménages fiscaux, regroupant 4 970 personnes.
Le revenu fiscal médian par ménage, le taux de pauvreté des ménages et la part des ménages fiscaux imposés de la commune, du département du Pas-de-Calais et de la métropole sont les suivants :
- le revenu fiscal médian par ménage de la commune est de 23 260 €, supérieur à celui du département du Pas-de-Calais (20 720 €) et supérieur à celui de la France métropolitaine (23 080 €)[Insee 13],[Insee 14],[Insee 15] ;
- le taux de pauvreté des ménages de la commune est de 9 %, de 18,4 % au niveau du département et de 14,9 % au niveau de la métropole[Insee 16],[Insee 17],[Insee 18] ;
- la part des ménages fiscaux imposés dans la commune est de 53 %, de 44,1 % au niveau du département et de 53,4 % au niveau de la métropole[Insee 13],[Insee 14],[Insee 15].

### Emploi
|                       | 2011   | 2016   | 2022   |
| --------------------- | ------ | ------ | ------ |
| Commune               | 12,4 % | 11,4 % | 7,9 %  |
| Département           | 11,3 % | 13,7 % | 11,2 % |
| France métropolitaine | 11,6 % | 13,7 % | 11,7 % |

En 2022, la population âgée de 15 à 64 ans s'élève à 3 191 personnes, parmi lesquelles on compte 77,8 % d'actifs (71,7 % ayant un emploi et 6,1 % de chômeurs) et 22,2 % d'inactifs,. En 2022, le taux de chômage communal (au sens du recensement) des 15-64 ans est inférieur à celui du département et inférieur à celui de la France métropolitaine.
La commune fait partie de la couronne de l'aire d'attraction de Lille, du fait qu'au moins 15 % des actifs travaillent dans le pôle,. Elle compte 2 048 emplois en 2022, contre 1 362 en 2016 et 1 283 en 2011. Le nombre d'actifs ayant un emploi résidant dans la commune est de 2 301, soit un indicateur de concentration d'emploi de 89,0 et un taux d'activité parmi les 15 ans ou plus de 61,3 %.
Sur ces 2 301 actifs de 15 ans ou plus ayant un emploi, 1 970 travaillent dans la commune, soit 86 % des habitants. Pour se rendre au travail, 88,3 % des habitants utilisent une voiture, un camion ou une fourgonnette, 4,2 % les transports en commun, 5,8 % s'y rendent en deux-roues motorisé, à vélo ou à pied et 1,7 % n'ont pas besoin de transport (travail au domicile).

### Entreprises et commerces
La commune abrite un site de fabrication de fibres optiques, employant plus de 300 personnes.
En 2023, la première méga-usine (giga-factory) d'Europe est inaugurée dans la commune. Elle va produire des pièces de batteries de véhicules électriques. Le site est détenu par Automotive Cells Company (Stellantis, TotalEnergies et Mercedes). 10 000 emplois devrait être générés via l'activité du secteur dans la région d'ici à 2025.

## Culture locale et patrimoine

### Lieux et monuments

#### Patrimoine mondial
Depuis le 30 juin 2012, la valeur universelle et historique du bassin minier du Nord-Pas-de-Calais est reconnue et inscrite sur la liste du patrimoine mondial de l’UNESCO. Parmi les 353 sites, répartis sur 109 lieux inclus dans le périmètre du bassin minier, est inclus le site no 58 formé par la fosse no 5 des mines de Meurchin puis de Lens à Billy-Berclau,.

#### Autres lieux et monuments
- L'église Notre-Dame, construite après la Première Guerre mondiale.
- Le monument aux morts érigé en 1923[66].
- La plaque aux morts de la paroisse et le vitrail du souvenir situés dans l'église[67].
- La stèle commémorant la fin de la guerre d'Algérie[68].
- Le cimetière militaire allemand. Il contient les corps de 1 683 soldats allemands et un russe[68].

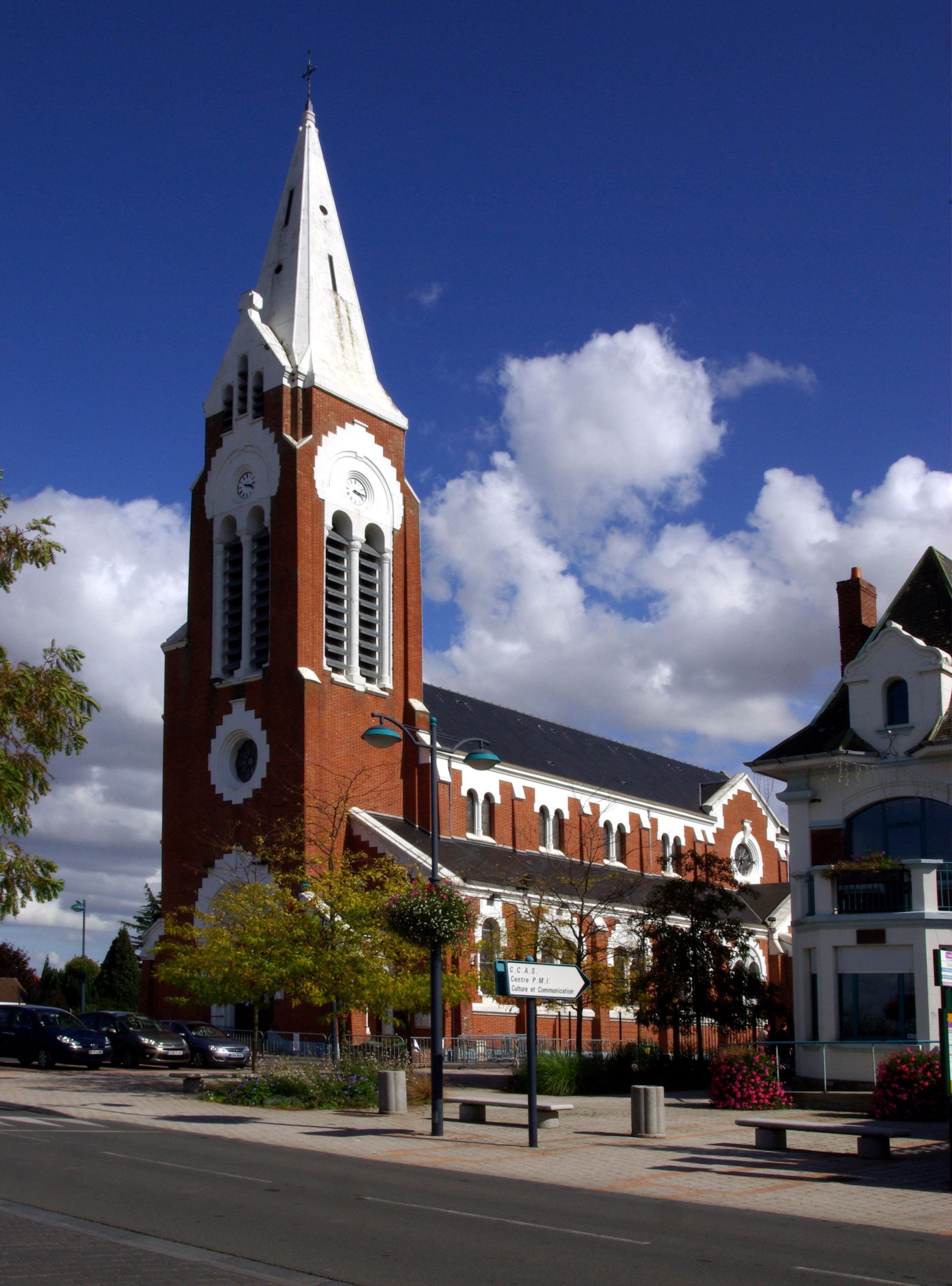
L'église.
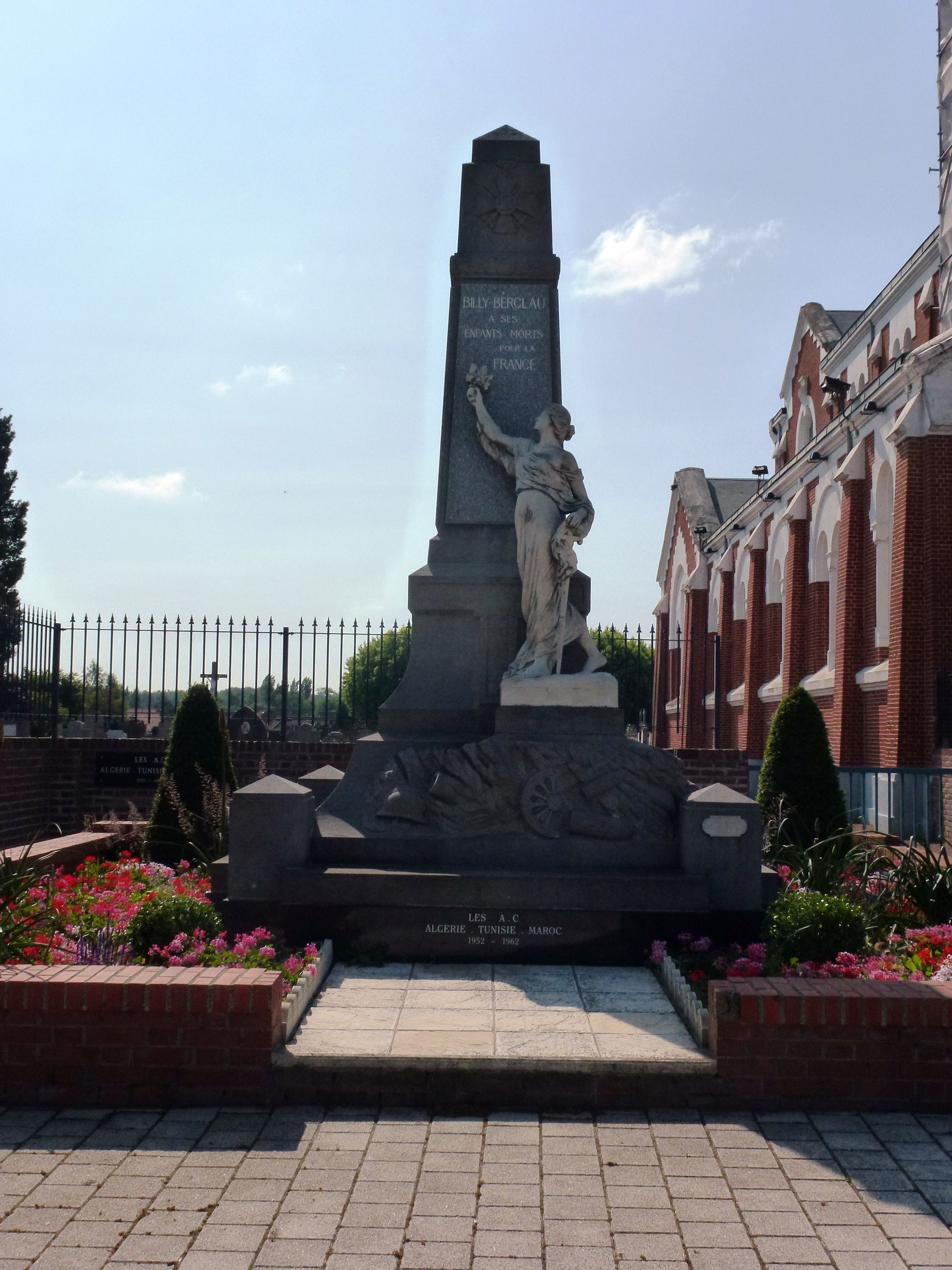
Le monument aux morts.
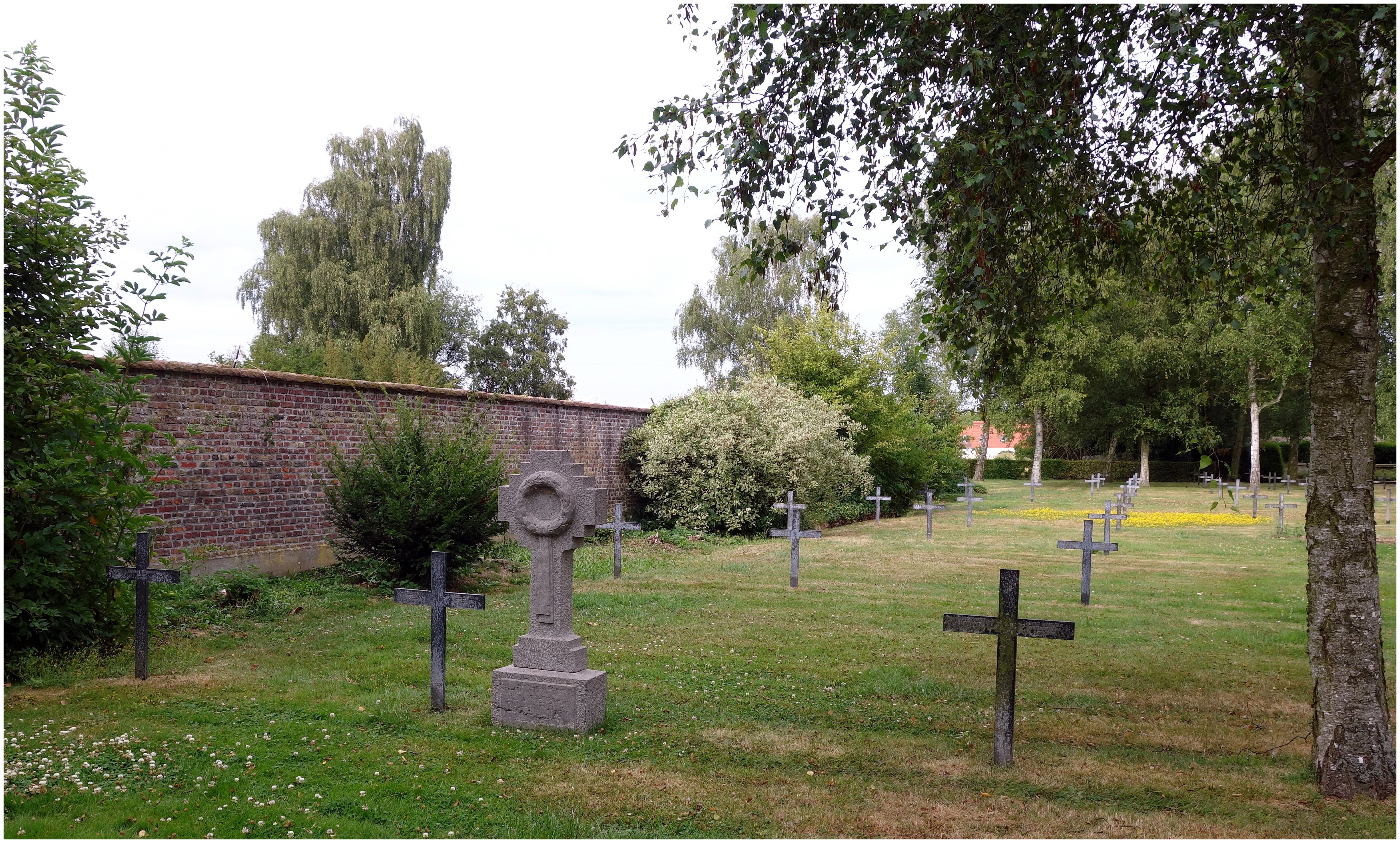
Le cimetière militaire allemand.

### Personnalités liées à la commune
- Adolphe Leroy (1901-1978)[69] et son épouse Rose Merlin (1898-1990)[70], fondateurs du groupe Leroy Merlin, sont originaires de Billy-Berclau[71].
- Louis Bourgeois (1937-2022), footballeur, né dans la commune.
- Bernard Caron (1952-), footballeur, né dans la commune.

### Héraldique
| Blason de Billy-Berclau | Blason  | De gueules à la coquille d'argent; au chef d'argent plain. Ornements extérieursCroix de guerre 1914-1918 Devise / CriBien vivre à Billy-Berclau |
| Blason de Billy-Berclau | Détails | Le statut officiel du blason reste à déterminer.                                                                                                |

## Pour approfondir

#### Bases de données, dictionnaires et encyclopédies
- Ressources relatives à la géographie :   - Insee (communes)
  - Ldh/EHESS/Cassini
- Ressource relative à plusieurs domaines :   - Annuaire du service public français
- Notices d'autorité :   - BnF (données)